# Gabriel Anton
Pour les articles homonymes, voir Anton.
Gabriel Anton (né le 28 juillet 1858 à Saaz en royaume de Bohême et mort le 3 janvier 1933 à Halle-sur-Saale) est un neurologue et psychiatre autrichien. Il est connu principalement pour ses travaux sur les troubles psychiatriques secondaires aux lésions du cortex cérébral et des ganglions de la base.

## Biographie
En 1882, il obtient son doctorat de médecine à Prague. En 1887, il se rend à Vienne pour travailler avec Theodor Meynert (1833-1892), qui aura une influence majeure sur sa carrière médicale. En 1891, il s'installe à Innsbruck, où il est professeur de psychiatrie et directeur de la clinique universitaire. Plus tard (1894), il enseigne la même discipline à Graz, et en 1905 il prend la succession de Carl Wernicke (1848-1905) à Halle.
Anton est connu pour ses contributions pionnières en neurochirurgie. En collaboration avec les chirurgiens Friedrich Gustav von Bramann (1854-1913) et Viktor Schmieden (1874 -1945), il propose de nouvelles procédures pour le traitement de l'hydrocéphalie, comme la méthode de la table à bascule (Balkenstich) et la ponction sous-occipitale.
Il a laissé son nom au syndrome d'Anton-Babinski qu'il a décrit en 1899,  avant que Joseph Babinski (1857-1932) n'en complète la description en 1918. Anton a donné une description détaillée et une explication de l'agnosie visuelle et de l'asomatognosie observées dans ce syndrome. L'asomatoagnosie est un phénomène rare dans lequel le patient ignore une partie de son propre corps. En outre, avec Paul Ferdinand Schilder (1886-1940), Anton réalise d'importantes études des mouvements anormaux observés chez les patients atteints de chorée et d'athétose.

## Principaux travaux
- (de) Störungen im Oberflächenwachstum des menschlichen Grosshirns. Zeitschrift für Heilkunde, Prague, 1888.
- (de) Hydrocephalus und Gehirndruck. Medizinische Jahrbücher, Wien, 1889.
- (de) Über den Ausdruck der Gemütsbewegung beim gesunden und kranken Menschen. Psych Wschr, 1900; 2: 165-169.
- (de) Vier Vorträge über Entwicklungsstörungen beim Kinde. Berlin, 1908.
- (de) Über krankhafte moralische Abartung im Kindesalter und über den Heilwert der Affekte. avec Fritz Gustav Bramann (1854-1913). Halle 1910.
- (de) Behandlung der angeborenen und erworbenen Gehirnkrankheiten mit Hilfe des Balkenstiches. avec Fritz Gustav Bramann. Berlin 1913.